# العلاقات الإماراتية القبرصية
العلاقات الإماراتية القبرصية هي العلاقات الثنائية التي تجمع بين الإمارات العربية المتحدة وقبرص.

## مقارنة بين البلدين
هذه مقارنة عامة ومرجعية للدولتين:
| وجه المقارنة                                              | الإمارات العربية المتحدة | قبرص                                                                 |
| --------------------------------------------------------- | ------------------------ | -------------------------------------------------------------------- |
| المساحة (كم2)                                             | 83.60 ألف                | 9.24 ألف                                                             |
| عدد السكان (نسمة)                                         | 9.40 مليون               | 1.14 مليون                                                           |
| الكثافة السكانية (ن./كم²)                                 | 112.44                   | 123.38                                                               |
| العاصمة                                                   | أبو ظبي                  | نيقوسيا                                                              |
| اللغة الرسمية                                             | اللغة العربية            | اليونانية الحديثة، اللغة التركية، لغة يونانية                        |
| العملة                                                    | درهم إماراتي             | يورو، جنيه قبرصي                                                     |
| الناتج المحلي الإجمالي (بليون دولار)                      | 382.58 مليار             | 21.65 مليار                                                          |
| الناتج المحلي الإجمالي (تعادل القوة الشرائية) بليون دولار | 640.72 مليار             | 26.73 مليار                                                          |
| الناتج المحلي الإجمالي الاسمي للفرد دولار أمريكي          | 40.44 ألف                | 23.24 ألف                                                            |
| الناتج المحلي الإجمالي للفرد دولار أمريكي                 | 67.67 ألف                | 30.24 ألف                                                            |
| مؤشر التنمية البشرية                                      | 0.835                    | 0.850                                                                |
| رمز المكالمات الدولي                                      | +971                     | +357                                                                 |
| رمز الإنترنت                                              | .ae، .امارات             | .cy                                                                  |
| المنطقة الزمنية                                           | ت ع م+04:00              | ت ع م+02:00، ت ع م+03:00، توقيت شرق أوروبا، توقيت شرق أوروبا الصيفي ‏ |

## مدن متوأمة
في ما يلي قائمة باتفاقيات التوأمة بين مدن إماراتية وقبرصية:
- ترتبط أبو ظبي مع نيقوسيا باتفاقية توأمة منذ 26 أكتوبر 2002.[15]

## منظمات دولية مشتركة
يشترك البلدان في عضوية مجموعة من المنظمات الدولية، منها:
| علم المنظمة | اسم المنظمة                               | تاريخ انضمام الإمارات العربية المتحدة | تاريخ انضمام قبرص |
| ----------- | ----------------------------------------- | ------------------------------------- | ----------------- |
|             | مؤسسة التنمية الدولية                     | 23 ديسمبر 1981                        | 2 مارس 1962       |
|             | المنظمة الهيدروغرافية الدولية             | ?                                     | ?                 |
|             | مؤسسة التمويل الدولية                     | 30 سبتمبر 1977                        | 2 مارس 1962       |
|             | منظمة حظر الأسلحة الكيميائية              | ?                                     | ?                 |
|             | يونسكو                                    | 20 أبريل 1972                         | 6 فبراير 1961     |
|             | الأمم المتحدة                             | 9 ديسمبر 1971                         | 20 سبتمبر 1960    |
|             | الاتحاد الدولي للاتصالات                  | 27 يونيو 1972                         | 24 أبريل 1961     |
|             | منظمة الشرطة الجنائية الدولية             | ?                                     | ?                 |
|             | البنك الدولي للإنشاء والتعمير             | 22 سبتمبر 1972                        | 21 ديسمبر 1961    |
|             | الاتحاد البريدي العالمي                   | ?                                     | ?                 |
|             | المركز الدولي لتسوية المنازعات الاستشارية | 22 يناير 1982                         | 25 ديسمبر 1966    |
|             | وكالة ضمان الاستثمار متعدد الأطراف        | 20 أكتوبر 1993                        | 12 أبريل 1988     |
|             | منظمة التجارة العالمية                    | ?                                     | ?                 |
|             | الفريق المعني برصد الأرض                  | ?                                     | ?                 |

## وصلات خارجية
- موقع وزارة الخارجية الإماراتية
- موقع وزارة الخارجية القبرصية